# The Special Relationship
The Special Relationship é um telefilme britânico-estadunidense de 2010 dirigido por Richard Loncraine e escrito por Peter Morgan. Trata-se do terceiro filme da informal "trilogia Blair" de Morgan, que dramatiza a carreira política do primeiro-ministro britânico Tony Blair (1997-2007), seguindo The Deal (2003) e The Queen (2006), ambos dirigidos por Stephen Frears.
O filme é estrelado por Michael Sheen reprisando seu papel como Blair, Dennis Quaid como o presidente americano Bill Clinton, ao lado de Hope Davis como Hillary Clinton e Helen McCrory como Cherie Blair. As gravações ocorreram de 20 de julho a 4 de setembro de 2009 em torno de Londres, Inglaterra. O filme foi transmitido pela HBO nos Estados Unidos e Canadá em 29 de maio de 2010, e transmitido na BBC Two e BBC HD no Reino Unido em 18 de setembro de 2010.

## Sinopse
O filme se passa entre os anos de 1997 e 2001 e retrata a relação entre o primeiro-ministro do Reino Unido Tony Blair e o presidente dos Estados Unidos, Bill Clinton.

## Elenco
- Michael Sheen como Tony Blair, primeiro-ministro do Reino Unido[2]
- Dennis Quaid como Bill Clinton, presidente dos Estados Unidos[3]
- Hope Davis como Hillary Clinton, primeira-dama dos Estados Unidos
- Helen McCrory como Cherie Blair, esposa de Blair
- Adam Godley como Jonathan Powell, chefe de gabinete de Blair
- Max Cottage como Euan, filho mais velho dos Blairs
- Marc Rioufol como Jacques Chirac, presidente da França

## Recepção
No Rotten Tomatoes, o filme detém um índice de 83% de aprovação, com base em 30 críticas, com uma nota média de 6,7 de 10. O consenso crítico do site diz: "Bem-feito e dirigido de forma convincente, The Special Relationship oferece uma visão inteligente da complexa dinâmica entre dois líderes mundiais". Metacritic deu uma classificação de 67 e afirmou que recebeu "críticas geralmente favoráveis".